# نهائي الدرع الخيرية 1963
نهائي الدرع الخيرية 1963 هي النسخة 41 من الدرع الخيرية.
لعبت المباراة بتاريخ 17 أغسطس 1963 بين مانشستر يونايتد وبين إيفرتون.
فاز إيفرتون باللقب بعد فوزه على مانشستر يونايتد بنتيجة 4–0.

## خلفية
تأهل مانشستر يونايتد بصفته بطل كأس الاتحاد الإنجليزي 1962–63، وذلك بعد فوزه في المباراة النهائية على ليستر سيتي بنتيجة 3–1.
بينما تأهل إيفرتون بعدما تصدر دوري كرة القدم الإنجليزي 1962–63، بفارق 6 نقاط عن أقرب منافسيه توتنهام هوتسبر.

## المباراة
| مانشستر يونايتد | 0–4   | إيفرتون                               |
| --------------- | ----- | ------------------------------------- |
|                 | [ 1 ] | جبريل · ستيفنز · فيرنون (pen)' · تمبل |